# Different Drummer
Different Drummer è un balletto di Kenneth MacMillan, portato al debutto alla Royal Opera House di Londra nel 1984. Liberamente tratto dal Woyzeck di Georg Büchner, il balletto si avvale di musiche di Anton Webern (Passacaglia per grande orchestra, op. 1) e Arnold Schönberg (Verklärte Nacht).

## Trama
I soldati Woyzeck e Andres marciano durante il turno di guardia, quando Woyzeck viene prelevato dai suoi aguzzini e viene ripetutamente umiliato e messo alla prova dal dottore e dal capitano. Oltre agli esperimenti scientifici di cui diventa cavia, Woyzeck deve soffrire a causa della sua relazione con Marie, invaghitasi del Tamburmaggiore. Spinto alla follia, Woyzeck uccide Marie e si suicida. Tuttavia, quando il dottore e il capitano vogliono mare un'autopsia ai due corpi, Woyzeck e Marie sembrano trasfigurati, uniti e sereni in un nuovo mondo.

## Genesi
MacMillan da tempo nutriva un forte interesse per l'opera di Büchner, in cui vedeva echi del proprio passato e dell'esperienza della sua famiglia durante la prima guerra mondiale. Il titolo, Different Drummer, gli fu suggerito dalla moglie Deborah, che gli sottopose una citazione di Henry David Thoreau: "Se un uomo non marcia al passo dei suoi compagni, magari è perché sente un tamburo diverso [a different drummer]".
MacMillan iniziò a lavorare alle coreografie del balletto il 23 novembre 1983, inizialmente trattandolo come uno studio della figura solitaria di Woyzeck; dopo un paio di mesi, cambiò idea e decise di aggiungere delle scene d'insieme sulla vita dell'accampamento, volte a sottolineare l'isolamento del protagonista. Di conseguenza decise che la partitura del balletto non sarebbe stata composta esclusivamente dal Verklärte Nacht di Schönberg, ma che il balletto sarebbe iniziato con la breve passacaglia di Webern. Yolanda Sonnabend, storica collaboratrice di MacMillan, aveva curato costumi e scenografie, ma cinque giorni prima del debutto il coreografo decise di tenere solo i costumi: il balletto sarebbe stato rappresentato su un palco quasi interamente vuoto, se non per alcuni elementi decorativi presi in prestito dalle scenografie per l'Andrea Chénier.
Il balletto ebbe la sua prima assoluta il 24 febbraio 1984 e nel ruolo dei tre protagonisti danzarono Wayne Eagling (Woyzeck), Alessandra Ferri (Marie) e Stephen Jefferies (Tamburmaggiore). Le recensioni furono contrastanti, ma unanime le lodi per il cast e, in particolare, la giovanissima Ferri e Wayne Eagling, candidato al Premio Laurence Olivier per la sua interpretazione.
Nel 1991, un anno prima della sua morte, Kenneth MacMillan, su richiesta di Peter Schaufuss, curò personalmente un nuovo allestimento del balletto per il Deutsche Oper Ballet di Berlino, la compagnia che MacMillan aveva diretto tra il 1966 e il 1970. Per l'occasione, modificò il finale, tagliando il pas de deux che, dopo la morte dei protagonisti, lasciava presagire una più felice unione nell'aldilà. Il balletto ora terminava con l'autopsia di Woyzeck, in linea con il pessimismo del dramma di Buchner e dell'opera lirica di Alban Berg. Different Drummer fu accolto più positivamente dalla critica tedesca, che ne apprezzò lo stile espressionista. I cambiamenti apportati a Berlino furono poi adottati anche dal Royal Ballet nelle riprese del balletto nel 1993, 2007 e 2024.